# Bagnet M1917

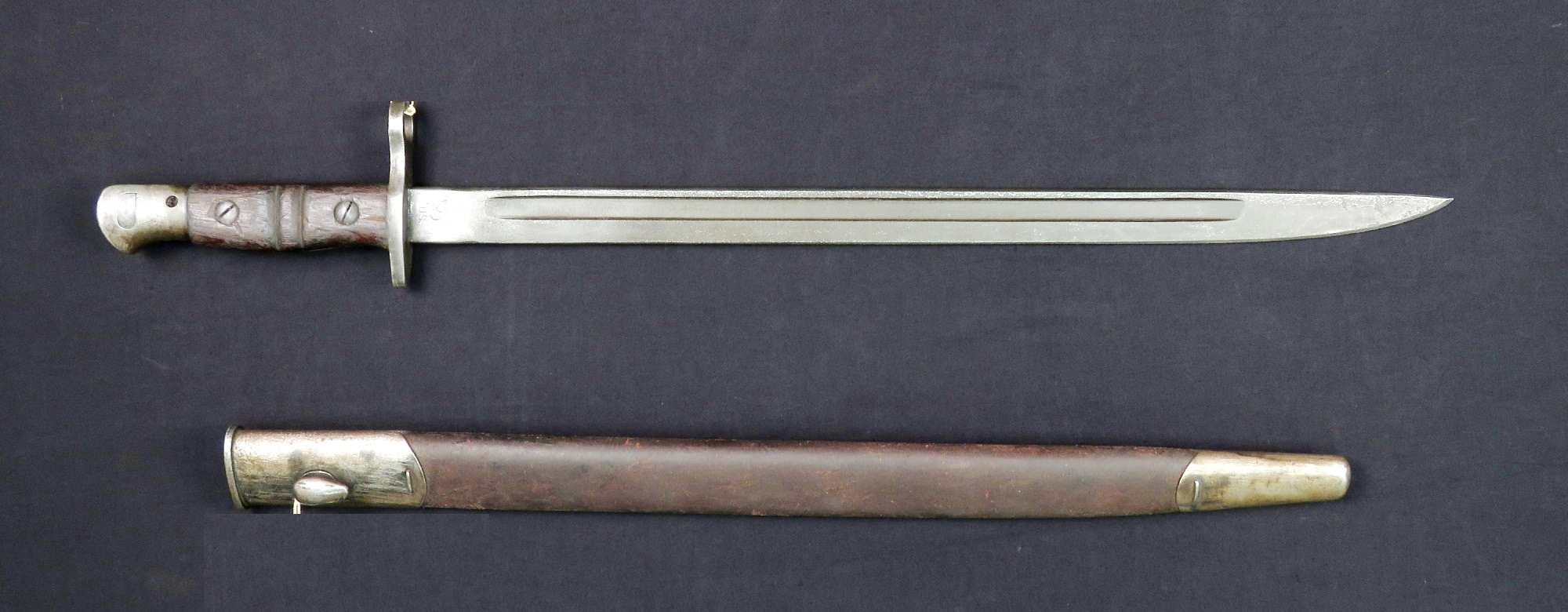
M1917

Bagnet M1917 – bagnet zaprojektowany, jako broń kłująca do karabinu M1917 Enfield, oraz strzelb: Winchester Model 1897 oraz 1912. Długość głowni wynosiła 16 cali (406 mm). Jego zamontowanie nie było możliwe w przypadku karabinów M1 Garand czy Springfield M1903, ze względu na różne średnice pierścieni oraz różne typy szyn mocujących bagnet.
Wyrobem M1917 zajęły się firmy Remington Arms, Winchester Arms oraz Eddystone Arms. Jego produkcja odbywała się w latach 1910-1930. Przez ten okres wytworzonych zostało około 2 000 000 sztuk.

## Historia

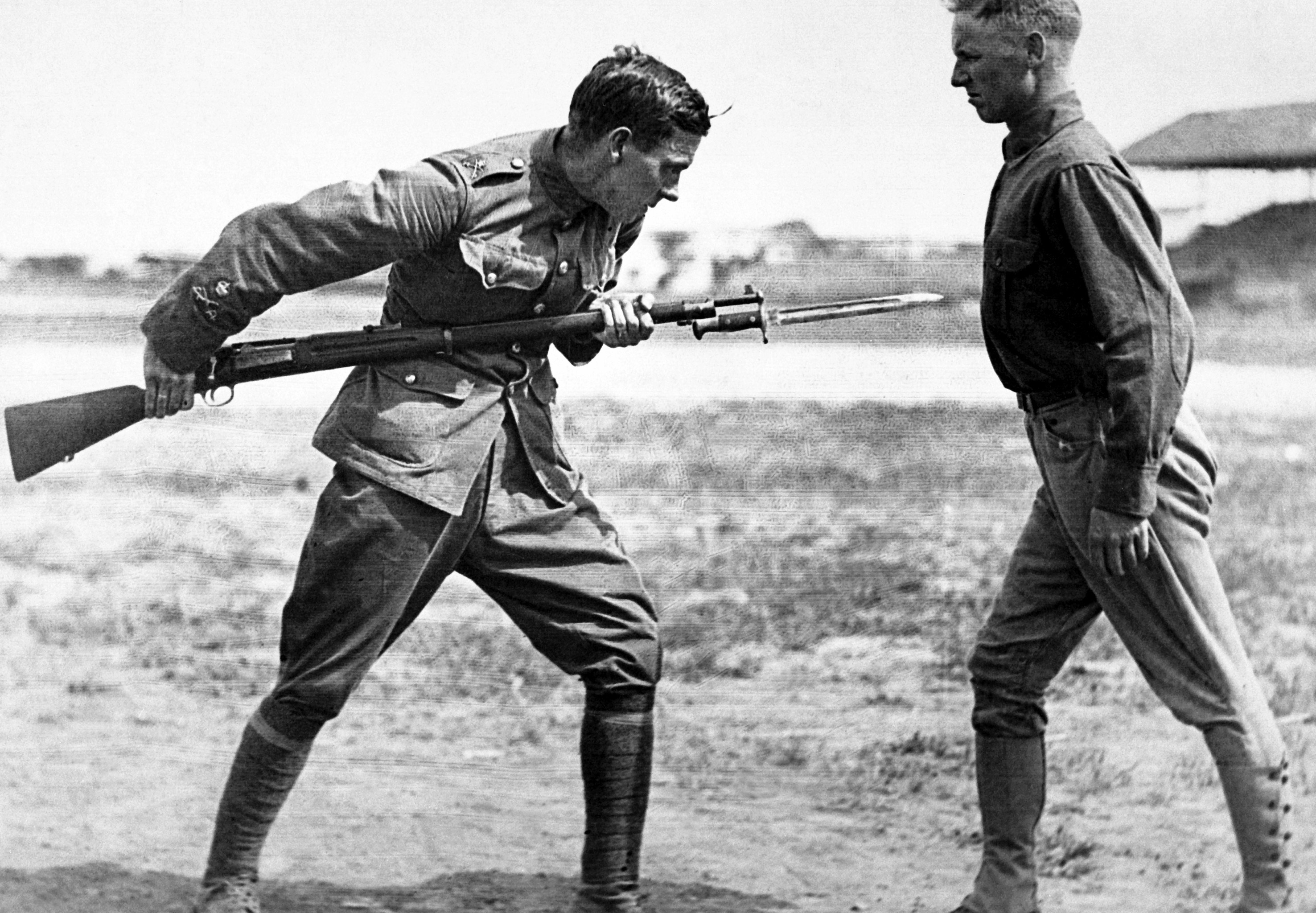
Bagnet M1917 używany podczas treningu w Teksasie, podczas I wojny światowej

Bagnet M1917, po raz pierwszy ten model został użyty podczas I wojny światowej przez wojska amerykańskie, kanadyjskie oraz brytyjskie w okopach frontu zachodniego. M1917 został zaprojektowany na bazie brytyjskiego bagnetu P1907.
Używano ich podczas wojen bananowych. Na początku II wojny światowej Stany Zjednoczone (w związku z tym, że w magazynach znajdowały duże ilości bagnetów M1917, które nie zostały użyte podczas I wojny światowej) postanowiły wysłać część z posiadanych bagnetów do Wielkiej Brytanii, jako wyposażenie dla brytyjskich oddziałów Home Guard. Oddziały te zostały wyposażone w bagnety podczas trwania bitwy o Anglię, jednak ze względu na to, że była to kampania powietrzna, żaden z otrzymanych bagnetów nie został użyty w walce. W grudniu 1941, oraz na początku roku 1942, amerykańskie oddziały wojskowe stacjonujące na Filipinach oraz w innych rejonach działań w obrębie Oceanu Spokojnego, nadal posiadały i używały bagnetów M1917, walcząc przeciwko Japonii. Stosowano je, dopóki nie zostały zastąpione przez bagnety M1942, a później przez M1. II wojna światowa była ostatnim konfliktem zbrojnym, podczas którego użyto tego modelu na znaczną skalę.